# Драгшинешти
Драгшинешти (рум. Drăgșinești) је насеље у Румунији. Припада општини Фардеа у жупанији Тимиш.

## Историја
Место је 1797. године било парохијска филијала парохије Мутник.